# Peter Blokhovius
Peter Blokhovius ook Peter Blokhof (circa 1599 – 15 augustus 1649) was een Nederlands rector van de Latijnse school in Batavia, die in de zomer van 1649 aankwam. Twee weken later werd hij door de Raad van Indië op het schip de Robijn naar Dejima gestuurd in het kader van een diplomatieke oplossing van de Nambu-affaire.

## Voorgeschiedenis
In 1643 waren tien leden van de bemanning van het schip de Breskens, waaronder de schipper Hendrick Cornelisz Schaep, door de Japanners van boord gelokt, gevangengenomen en naar Edo vervoerd. Een half jaar later kwamen de mannen weer vrij. Volgens de Japanners had Jan van Elseracq, het opperhoofd van Dejima, beloofd dat een speciale gezant uit de Republiek zou komen om de shogun te bedanken voor de vrijlating.
De gouverneur-generaal Cornelis van der Lijn en François Caron bedachten een diplomatieke charade: in 1649 stuurden zij 'uit erkentelijkheid' de 50-jarige Blokhovius, die doodziek was, vergezeld van planken voor een lijkkist naar Japan als 'ambassadeur'. Caron gaf duidelijke instructies wat er moest gebeuren als Blokhovius, zoals verwacht werd, onderweg zou sterven. Zijn secretaris Andries Frisius moest hem opvolgen en zeggen dat Blokhovius de gezant was.

## Relaas
Toen de nieuwe rector onderweg overleed werden zijn ingewanden verwijderd en zijn lijk gebalsemd. In Dejima werd hij postuum tot doctor in de rechten bevorderd en getoond aan de Japanse ambtenaren die de Robijn bezochten. Frisius reisde met het opperhoofd Anthony van Brouckhorst naar Edo. Het shogunaat speelde het spel mee en maakte er geen punt van dat de gezant geen persoonlijke brief van de Prins van Oranje bij zich had.
Blokhovius' kist werd vanwege de stank in een grotere kist gezet, samen met 250 kg kamfer. Naar alle waarschijnlijkheid kreeg hij een zeemansgraf toen de Robijn weer uit het zicht van de Japanse kust was. Dirck Snoucq, het nieuwe opperhoofd, kon de fictie in stand houden dat de gezant speciaal voor het bezoek aan Japan uit de Republiek was gekomen. Shogun Tokugawa Iemitsu vertrouwde het niet helemaal, maar kon niets bewijzen.